# Giro delle Fiandre femminile 2020
Il Giro delle Fiandre femminile 2020, diciassettesima edizione della corsa e valevole come nona prova dell'UCI Women's World Tour 2020 categoria 1.WWT, si svolse il 18 ottobre 2020 su un percorso di 135,6 km, con partenza e arrivo ad Oudenaarde, in Belgio. La vittoria fu appannaggio dell'olandese Chantal Blaak, la quale completò il percorso in 3h29'57", alla media di 38,742 km/h, precedendo la connazionale Amy Pieters e la belga Lotte Kopecky.
Sul traguardo di Oudenaarde 79 cicliste, su 117 partite dalla medesima località, portarono a termine la competizione. 

## Squadre e corridori partecipanti
| N.    | Cod. | Squadra                    |
| ----- | ---- | -------------------------- |
| 1-6   | DLT  | Boels-Dolmans Cycling Team |
| 11-16 | LSL  | Lotto-Soudal Ladies        |
| 21-26 | MTS  | Mitchelton-Scott           |
| 31-36 | FDJ  | FDJ Nouvelle-Aquitaine     |
| 41-46 | CSR  | Canyon-SRAM Racing         |
| 51-56 | CCC  | CCC-Liv                    |
| 61-66 | MOV  | Movistar Team Women        |
| 71-76 | SUN  | Team Sunweb                |
| 81-86 | TFS  | Trek-Segafredo             |
| 91-96 | WNT  | Ceratizit-WNT Pro Cycling  |

| N.      | Cod. | Squadra                         |
| ------- | ---- | ------------------------------- |
| 102-106 | CGS  | Cogeas-Mettler Pro Cycling Team |
| 111-116 | PHV  | Parkhotel Valkenburg            |
| 121-126 | VAL  | Valcar-Travel & Service         |
| 131-136 | CTL  | Ciclotel                        |
| 141-146 | DVE  | Doltcini-Van Eyck Sport         |
| 151-156 | MUL  | Multum Accountants-LSK Ladies   |
| 161-166 | HPU  | Hitec Products-Birk Sport       |
| 171-176 | MAT  | Massi-Tactic Women Team         |
| 181-186 | RLW  | Rally Cycling Women             |
| 191-196 | TIB  | Team Tibco-SVB                  |

## Ordine d'arrivo (Top 10)
| Pos. | Corridore            | Squadra    | Tempo    |
| ---- | -------------------- | ---------- | -------- |
| 1    | Chantal Blaak        | Boels      | 3h29'57" |
| 2    | Amy Pieters          | Boels      | a 1'01"  |
| 3    | Lotte Kopecky        | Lotto      | s.t.     |
| 4    | Lisa Brennauer       | Ceratizit  | s.t.     |
| 5    | Sarah Roy            | Mitchelton | s.t.     |
| 6    | Alena Amjaljusik     | Canyon     | s.t.     |
| 7    | Demi Vollering       | Parkhotel  | s.t.     |
| 8    | Elisa Longo Borghini | Trek       | s.t.     |
| 9    | Lauren Stephens      | Tibco-SVB  | s.t.     |
| 10   | Marta Cavalli        | Valcar     | s.t.     |